# Ruta de Illinois 107
La Ruta de Illinois 107, y abreviada IL 107 (en inglés: Illinois Route 107) es una carretera estatal estadounidense ubicada en el estado de Illinois. La carretera inicia en el sur desde la I 72  , US 36 , US 54  en Pittsfield hacia el norte en la IL 99     en Mount Sterling. La carretera tiene una longitud de 37,2 km (23.14 mi).

## Mantenimiento
Al igual que las autopistas interestatales, y las rutas federales y el resto de carreteras estatales, la Ruta de Illinois 107 es administrada y mantenida por el Departamento de Transporte de Illinois por sus siglas en inglés IDOT.